# Элорса
Элорса (исп. Elorza) — город на юго-западе Венесуэлы, на территории штата Апуре. Является административным центром муниципалитета Ромуло-Гальехос.

## История
Поселение, из которого позднее вырос город, было основано в 1774 году и первоначально называлось Сан-Хосе-де-Аречуна. Своё современное название город получил в 1866 году в честь полковника Хосе Андреса Элорсы.

## Географическое положение
Элорса расположена на западе центральной части штата, на правом берегу реки Араука, на расстоянии приблизительно 237 километров к северо-западу от Сан-Фернандо-де-Апуре, административного центра штата. Абсолютная высота — 85 метров над уровнем моря.

## Климат
Климат города характеризуется как тропический, с сухой зимой и дождливым летом (Aw в классификации климатов Кёппена). Среднегодовое количество атмосферных осадков — 1877 мм. Наибольшее количество осадков выпадает в июле (315 мм). Средняя годовая температура составляет 27,3 °C.

## Население
По данным Национального института статистики Венесуэлы, численность населения города в 2013 году составляла 21 859 человек.

## Транспорт
К северу от города проходит национальная автомагистраль № 19. В центральной части расположен одноимённый аэропорт.